# Ewa Żyła
Ewa Elzbieta Żyła (* 29. Dezember 1982 in Strzegom) ist eine ehemalige polnische Fußballspielerin und heutige -trainerin.

## Karriere

### Vereine
Żyła begann ihre Karriere in der Jugend von AKS Strzegom, ehe sie 2001 zu KS AZS Wrocław kam. Żyła entwickelte sich zur Leistungsträgerin und gewann mit ihrem Team von 2002 bis 2007 sechsmal die polnische Fußball-Meisterschaft, dreimal den polnischen Pokal und stand zweimal mit ihrem Verein im Finale des Pokales. Sie spielte 17 Spiele und erzielte 4 Tore für ihren Verein KS AZS Wrocław im UEFA Women’s Cup. Zur Saison 2008/2009 wechselte sie nach Deutschland und spielte auf Leihbasis für die Frauenfußballabteilung von Hertha BSC. Nachdem sie sich aber nicht durchsetzen konnte, wechselte sie zurück nach Polen und spielte noch eine Saison für ihren Verein KS AZS Wrocław. 
Zur Saison 2010/2011 verließ sie ihren Verein und wechselte zu RTP Unia Racibórz. Dort spielte sie 2010/2011 in der UEFA Women’s Champions League und kehrte im Juni 2011 nach Deutschland zurück. Seit Juli 2011 steht sie beim deutschen Zweitligisten SV Meppen unter Vertrag. Vom 5. Juli bis 25. Juli 2012 befand sie sich im Probetraining des Fußballbundesligisten FF USV Jena. Am 4. Februar 2013 verließ sie Meppen und beendete ihre aktive Karriere.

### Nationalmannschaft
Żyła spielte seit 2004 für die A-Nationalmannschaft. Sie debütierte am 1. Mai 2004 in einem Qualifikationsspiel für die Europameisterschaft 2005.

## Trainerkarriere
In ihrem zweiten Jahr in Meppen, in der Saison 2012/2013, war sie Co-Trainerin der Meppener B-Juniorinnen an der Seite des Cheftrainers Tommy Stroot. Seit dem Ende ihrer aktiven Karriere und dem Weggang aus Meppen arbeitet sie als Jugendtrainerin des RTP Unia Racibórz.

## Sonstiges
Żyła errang an der Sportakademie Wrocław den Magister in Sportwissenschaft und arbeitet neben ihrer aktiven Fußballkarriere als Therapeutin für die MOVING GmbH. Sie hält zudem die C-Trainerlizenz des polnischen Fußballs.

## Futsalkarriere
Seit der Rückkehr nach Polen und der Beendigung ihrer Fußballkarriere im Sommer 2013 spielt sie als Allrounderin im Futsal, für die Futsalabteilung des polnischen Rekordmeisters RTP Unia Racibórz.

## Erfolge
- Polnischer Meister: 2002, 2003, 2004, 2005, 2006, 2007
- Polnischer Pokalsieger: 2003, 2004, 2007
- Polnischer Pokalfinalist: 2002, 2006